# Portal de Archivos Españoles
El Portal de Archivos Españoles (PARES) es una plataforma informática para la difusión de la información archivística que elabora la red formada por los once Archivos de titularidad estatal gestionados y producido por el Ministerio de Cultura, y para la gestión de sus servicios públicos archivísticos.

## Enlaces
- Sitio oficial
- PARES. Presentación. Jornada Técnica Portales de Archivos en Internet. Experiencias (Madrid, 28 de mayo de 2008).
- Compartir Archivos: actas de las VIII Jornadas de archivos aragoneses. (Huesca, 25-28 de noviembre de 2008). Huesca: Gobierno de Aragón, 2008, t. II, pp. 115-132.

- Datos: Q6083101